# Guido De Rosso
Guido De Rosso (Farra di Soligo, 28 settembre 1940) è un ex ciclista su strada italiano Professionista dal 1962 al 1969, fu campione italiano in linea, e vincitore di un Giro del Piemonte.

## Carriera
In carriera vinse tre classiche italiane di rilievo come il Trofeo Matteotti, il Giro del Piemonte la Coppa Placci, la prima edizione del Tour de l'Avenir, corsa a tappe per dilettanti, e il Tour de Romandie 1962. Nel 1964 fu inoltre campione italiano su strada.
Si classificò terzo al Giro d'Italia 1964; l'anno precedente fu invece quarto nella corsa rosa e settimo nel Tour de France vinto da Felice Gimondi. Venne convocato in Nazionale in occasione di tre edizioni di campionati del mondo su strada (1963, 1964 e 1965).

## Palmarès
- 1960 (dilettanti)

Trofeo Piva
Gran Coppa Vallestrona
Giro del Piave
- 1961 (dilettanti)

5ª tappa Tour de l'Avenir (Antibes > Aix-en-Provence)
9ª tappa Tour de l'Avenir (Saint-Gaudens > Superbagnères)
Classifica generale Tour de l'Avenir
- 1962 (Molteni, una vittoria)

Classifica generale Tour de Romandie
- 1963 (Molteni, tre vittorie)

5ª tappa Tour de Romandie (Villars-sur-Ollon > Yverdon-les-Bains)
Giro del Trentino
Giro del Ticino
- 1964 (Molteni, quattro vittorie)

Campionati italiani, Prova in linea
Trofeo Matteotti
Coppa Placci
Milano-Vignola
- 1965 (Molteni, due vittorie)

Trofeo Matteotti
Milano-Vignola
- 1966 (Molteni, una vittoria)

Giro di Campania
- 1967 (Vittadello, una vittoria)

Giro del Piemonte

## Piazzamenti

### Grandi Giri
- Giro d'Italia

1962: 16º
1963: 4º
1964: 3º
1965: 10º
- Tour de France

1965: 7º
1966: ritirato (17ª tappa)

### Classiche monumento
- Milano-Sanremo

1964: 43º
1966: 12º
1967: 79º
1968: ritirato
- Parigi-Roubaix

1964: 33º
1966: 14º
- Liegi-Bastogne-Liegi

1966: 16º
- Giro di Lombardia

1963: 7º
1964: 12º
1967: 7º

### Competizioni mondiali
- Campionati del mondo

Ronse 1963 - In linea: 25º
Sallanches 1964 - In linea: ritirato
San Sebastián 1965 - In linea: 41º